# Odontomachus monticola
Odontomachus monticola es una especie de hormiga del género Odontomachus, familia Formicidae. Fue descrita científicamente por Emery en 1892.
Se distribuye por Bangladés, Borneo, China, India, Indonesia, Japón, Laos, Malasia, Birmania, Nepal, Taiwán, Tailandia, Vietnam y Australia. Se ha encontrado a elevaciones de hasta 1350 metros. Habita en bosques húmedos y la hojarasca.